# Laangua Bembe
Laangua Bembe ist eine winzige Insel von Somalia. Sie gehört politisch zu Jubaland und geographisch zu den Bajuni-Inseln, einer Kette von Koralleninseln (Barriereinseln), welche sich von Kismaayo im Norden über 100 Kilometer bis zum Raas Kaambooni nahe der kenianischen Grenze erstreckt.

## Geographie
Die Insel liegt vor der Küste zwischen Tandraas im Norden und der Landzunge Buurgaal im Süden.
Die Insel bildet nach Südwesten, zum Festland die Bucht Bandar Makalla zusammen mit der Insel Tandraas.

## Klima
Als Klima herrscht heißes Steppenklima mit Monsuneinfluss.